# Làser de cascada quàntica

Les transicions entre bandes en làsers semiconductors convencionals emeten un sol fotó.

Els làsers de cascada quàntica (amb acrònim anglès QCL) són làsers semiconductors que emeten a la part d'infrarojos mitjà i llunyà de l'espectre electromagnètic i van ser demostrats per primera vegada per Jérôme Faist, Federico Capasso, Deborah Sivco, Carlo Sirtori, Albert Hutchinson i Alfred Cho a Bell Laboratoris el 1994.

Transicions entre subbanda i interbanda

A diferència dels típics làsers de semiconductors entre bandes que emeten radiació electromagnètica mitjançant la recombinació de parells d'electrons-forat a través de la banda buida del material, els QCL són unipolars i l'emissió làser s'aconsegueix mitjançant l'ús de transicions entre subbandes en una pila repetida d'heteroestructures de pous quàntics múltiples de semiconductors, un idea proposada per primera vegada a l'article "Possibilitat d'amplificació d'ones electromagnètiques en un semiconductor amb una superreticula " de R. F. Kazarinov i R. A. Suris el 1971.

## Transicions entre subbanda i interbanda
Dins d'un cristall semiconductor a granel, els electrons poden ocupar estats en una de les dues bandes d'energia contínua: la banda de valència, que està molt poblada d'electrons de baixa energia i la banda de conducció, que està poc poblada amb electrons d'alta energia. Les dues bandes d'energia estan separades per una banda buit d'energia en la qual no hi ha estats permesos disponibles perquè els ocupin els electrons. Els díodes làser semiconductors convencionals generen llum mitjançant l'emissió d'un sol fotó quan un electró d'alta energia a la banda de conducció es recombina amb un forat a la banda de valència. L'energia del fotó i, per tant, la longitud d'ona d'emissió dels díodes làser, està determinada per la banda buida del sistema de material utilitzat.

Les poblacions de subbandes estan determinades per les taxes de dispersió entre subbandes i el corrent d'injecció/extracció.

## Principis de funcionament
Els QCL es basen normalment en un sistema de tres nivells. Suposant que la formació de les funcions d'ona és un procés ràpid en comparació amb la dispersió entre estats, es poden aplicar solucions independents del temps a l'equació de Schrödinger i el sistema es pot modelar mitjançant equacions de velocitat. Cada subbanda conté un nombre d'electrons {\displaystyle n_{i}} (on {\displaystyle i} és l'índex de subbanda) que es dispersen entre nivells amb una vida útil {\displaystyle \tau _{if}} (recíproc de la taxa de dispersió intersubbanda mitjana {\displaystyle W_{if}}), on {\displaystyle i} i {\displaystyle f} són els índexs de subbanda inicial i final. Suposant que no s'omple cap altra subbanda, les equacions de velocitat dels làsers de tres nivells estan donades per:
{\displaystyle {\frac {\mathrm {d} n_{i}}{\mathrm {d} t}}=\sum \limits _{j=1}^{N}{\frac {n_{j}}{\tau _{ji}}}-n_{i}\sum \limits _{j=1}^{N}{\frac {1}{\tau _{ij}}}+I(\delta _{iN}-\delta _{i1})} ,

## Materials
El primer QCL es va fabricar en el sistema de material GaInAs/AlInAs, combinat amb un substrat InP. Aquest sistema de material en particular té un desplaçament de banda de conducció (profunditat del pou quàntic) de 520 meV. Aquests dispositius basats en InP han assolit nivells de rendiment molt elevats en el rang espectral d'infrarojos mitjans, aconseguint una emissió d'ones contínues d'alta potència, per sobre de la temperatura ambient.
El 1998, Sirtori et al. van demostrar els QCL de GaAs/AlGaAs. demostrant que el concepte de control de qualitat no es limita a un sistema material. Aquest sistema de materials té una profunditat de pou quàntic variable en funció de la fracció d'alumini de les barreres. Tot i que els QCL basats en GaAs no han coincidit amb els nivells de rendiment dels QCL basats en InP a l'infraroig mitjà, han demostrat tenir molt èxit a la regió de terahertz de l'espectre.

## Longituds d'ona d'emissió
Actualment, els QCL cobreixen el rang de longituds d'ona de 2,63 μm a 250 μm (i s'estén fins a 355 μm amb l'aplicació d'un camp magnètic).
Encara que el medi de guany en cascada quàntica es pot utilitzar per produir llum incoherent en una configuració superluminiscent, s'utilitza més habitualment en combinació amb una cavitat òptica per formar un làser.
Tipus: Làsers de Fabry-Perot, Làser de retroalimentació distribuïda, Làsers de cavitat externa, Dispositius de sintonització ampliats.